# Eruguera de la Polinèsia
L'eruguera de la Polinèsia (Lalage maculosa) és una espècie d'ocell de la família dels campefàgids (Campephagidae).
Habita els boscos des de les terres baixes fins a les muntanyes del centre i nord de Vanuatu des d'Espíritu Santo fins Éfaté. Santa Cruz, illes Fiji, incloent Rotuma. Tonga, Niue, Wallis i Futuna, i oest de Samoa a les ille Savaii i Upolu.